# حسین‌آباد (نظرآباد)
حسین‌آباد (نظرآباد)، روستایی از توابع بخش تنکمان شهرستان نظرآباد در استان البرز ایران است.

## جمعیت
این روستا در دهستان تنکمان شمالی قرار دارد و براساس سرشماری مرکز آمار ایران در سال ۱۳۸۵، جمعیت آن ۲۶۱ نفر (۶۰خانوار) بوده‌است.

## پیشینه
حسین آباد در گذشته از املاک خالصه (دولتی) بود و از سال ۱۳۱۰ به مدت پانزده سال برای کشت چغندر به «مؤسسه قند سازى کرج» واگذار شد. 